# Marko Stamenic
Marko Seufatu Nikola Stamenic (født 19. februar 2002) er en New Zealandsk professionel fodboldspiller, der fra sæsonen 2023-24 spiller for det serbiske klub FK Crvena zvezda (Røde Stjerne) og for New Zealands fodboldlandshold. Han har tidligere spillet i den danske superligaklub F.C. København.

## Klubkarriere

### Western Suburbs
Stamenic begyndte på St Patrick's college i Wellington og blev tilknyttet Olé Football Academy. Han spillede for den til akademiet tilknyttede klub Western Suburbs i den new zealandske Central Premier League, hvor han fik debut i 2017 og hvor han i 2018 nåede finalen i Chatham Cup.

### Team Wellington
Stamenic skiftede den 2. oktober 2019 til en af klub tilknyttet Following Olé' akademiet, Team Wellington i New Zealand Football Championship. Han spillede syv ligakampe for holdet.

### F.C. København
Efter succes på New Zealands U/17-hold ved FIFA's U/17 World Cup i 2019 blev Stamenic inviteret til tre ugers prøvetræning i FCK i marts 2020, men grundet New Zealands beslutning om, at alle New Zealændere skulle vende tilbage til New Zealand som følge COVID-19 pandemien, blev opholdet afbrudt. FCK bevarede imidlertid interessen, og den 1. september 2020 skrev Stamenic kontrakt med klubbens U/19-hold.
Stamenic fik debut for FCK's førstehold i en superligakamp mod Randers FC i et 1-2 nederlag.
Han blev i 2021-22 sæsonen udlejet til HB Køge i 1. division, hvor han opnåede 23 kampe. Efter lejeaftalens udløb returnerede han til FCK, hvor han i sommeren 2022 blev han rykket op på førsteholdet.
Stamenics kontrakt i FCK udløb i juni 2023, hvorefter Stamenics skiftede til serbiske FK Crvena zvezda. Stamenic opnåede i alt 23 kampe for FCK, heraf 16 i Superligaen, 3 pokalkampe og 4 kampe i Champions League.

## Landsholdskarriere
Stamenic har spillet en række kampe for New Zealands U/17 og U/23-landshold og var med i truppen til OL 2020.
Han fik debut for A-landsholdet den 9. oktober 2021.

## Privatliv
Stamenics forældre er af serbisk og samoansk herkomst.